# Kościół Opatrzności Bożej w Raszowej
Kościół Opatrzności Bożej – rzymskokatolicki kościół parafialny w Raszowej. Świątynia należy do parafii Opatrzności Bożej w Raszowej w dekanacie Ozimek, diecezji opolskiej. Budynek został wpisany do rejestru zabytków województwa opolskiego.

## Historia kościoła
Pierwszy kościół w Raszowej został konsekrowany przez biskupa J. Romkę 16 września 1279 roku. Obecny barokowy pochodzi z lat 1791–1792. W 1938 roku od strony południowej dobudowano nawę boczną.